# Elfstedenronde 2018
La 36.ª edición de la clásica ciclista Elfstedenronde, fue una carrera en Bélgica que se celebró el 17 de junio de 2018 sobre un recorrido de 195 kilómetros con inicio y final en la ciudad de Brujas.
La carrera hizo parte del UCI Europe Tour 2018, dentro de la categoría 1.1
La carrera fue ganada por el corredor británico Adam Blythe del equipo Aqua Blue Sport, en segundo lugar Coen Vermeltfoort (Roompot-Nederlandse Loterij) y en tercer lugar Hugo Hofstetter (Cofidis).

## Equipos participantes
Tomaron parte en la carrera 21 equipos: 2 de categoría UCI WorldTeam; 10 de categoría Profesional Continental; 8 de categoría Continental y la selección nacional de Bélgica. Formando así un pelotón de 144 ciclistas de los que acabaron 86. Los equipos participantes fueron:
| WorldTeams (2)- Quick-Step Floors - Lotto Soudal Equipos continentales profesionales (10)- Wanty-Groupe Gobert - Sport Vlaanderen-Baloise - Vérandas Willems-Crelan - WB-Aqua Protect-Veranclassic - Roompot-Nederlandse Loterij - Aqua Blue Sport - Cofidis, Solutions Crédits - Israel Cycling Academy - Vital Concept - Wilier Triestina-Selle Italia Equipos continentales (8)- Cibel-Cebon - Pauwels sauzen-Vastgoedservice Continental Team - Marlux-Bingoal - Corendon-Circus - Tarteletto-Isorex - Leopard - Metec-TKH Continental Cyclingteam p/b Mantel - T.Palm-Pôle Continental Wallon Equipo nacional- Bélgica |
| |

## Clasificación final
- Las clasificaciones finalizaron de la siguiente forma:[4]

| \| Clasificación general \| Clasificación general \| Clasificación general \| Clasificación general \| Clasificación general \| \| Ciclista \| Ciclista \| Equipo \| Tiempo \| \| \| --------------------- \| --------------------- \| --------------------------- \| --------------------- \| --------------------- \| \| 1.º \| Adam Blythe \| Aqua Blue Sport \| 4 h 12 min 11 s \| \| \| 2.º \| Coen Vermeltfoort \| Roompot-Nederlandse Loterij \| + 0 s \| \| \| 3.º \| Hugo Hofstetter \| Cofidis, Solutions Crédits \| + 0 s \| \| \| 4.º \| Álvaro Hodeg \| Quick-Step Floors \| + 0 s \| \| \| 5.º \| August Jensen \| Israel Cycling Academy \| + 0 s \| \| \| 6.º \| Alexander Krieger \| Leopard Pro Cycling \| + 0 s \| \| \| 7.º \| Timothy Dupont \| Wanty-Groupe Gobert \| + 0 s \| \| \| 8.º \| Lorrenzo Manzin \| Vital Concept \| + 0 s \| \| \| 9.º \| Milan Menten \| Sport Vlaanderen-Baloise \| + 0 s \| \| \| 10.º \| Marcel Meisen \| Corendon-Circus \| + 0 s \| \| |                   |                             |                 |
| |                   |                             |                 |
| Fuente: ProCyclingStats |                   |                             |                 |
| Clasificación general |                   |                             |                 |
| Ciclista | Ciclista          | Equipo                      | Tiempo          |
| 1.º | Adam Blythe       | Aqua Blue Sport             | 4 h 12 min 11 s |
| 2.º | Coen Vermeltfoort | Roompot-Nederlandse Loterij | + 0 s           |
| 3.º | Hugo Hofstetter   | Cofidis, Solutions Crédits  | + 0 s           |
| 4.º | Álvaro Hodeg      | Quick-Step Floors           | + 0 s           |
| 5.º | August Jensen     | Israel Cycling Academy      | + 0 s           |
| 6.º | Alexander Krieger | Leopard Pro Cycling         | + 0 s           |
| 7.º | Timothy Dupont    | Wanty-Groupe Gobert         | + 0 s           |
| 8.º | Lorrenzo Manzin   | Vital Concept               | + 0 s           |
| 9.º | Milan Menten      | Sport Vlaanderen-Baloise    | + 0 s           |
| 10.º | Marcel Meisen     | Corendon-Circus             | + 0 s           |

## UCI World Ranking
La Elfstedenronde otorga puntos para el UCI Europe Tour 2018 y el UCI World Ranking, este último para corredores de los equipos en las categorías UCI WorldTeam, Profesional Continental y Equipos Continentales. Las siguientes tablas muestran el baremo de puntuación y los 10 corredores que obtuvieron más puntos:
| Posición              | 1.ª | 2.ª | 3.ª | 4.ª | 5.ª | 6.ª | 7.ª | 8.ª | 9.ª | 10.ª |
| Clasificación general | 125 | 85  | 70  | 60  | 50  | 40  | 35  | 30  | 25  | 20   |

| 1.º  | Adam Blythe       | Aqua Blue Sport             | 125 |
| 2.º  | Coen Vermeltfoort | Roompot-Nederlandse Loterij | 85  |
| 3.º  | Hugo Hofstetter   | Cofidis, Solutions Crédits  | 70  |
| 4.º  | Álvaro Hodeg      | Quick-Step Floors           | 60  |
| 5.º  | August Jensen     | Israel Cycling Academy      | 50  |
| 6.º  | Alexander Krieger | Leopard                     | 40  |
| 7.º  | Timothy Dupont    | Wanty-Groupe Gobert         | 35  |
| 8.º  | Lorrenzo Manzin   | Vital Concept               | 30  |
| 9.º  | Milan Menten      | Sport Vlaanderen-Baloise    | 25  |
| 10.º | Marcel Meisen     | Corendon-Circus             | 20  |